# Sture Ärlebäck
Sture Birger Ärlebäck, född 31 mars 1938 i Eskilstuna Klosters församling, Södermanlands län, död 1 augusti 2020 i Brännkyrka församling i Stockholm, var en svensk militär.

## Biografi
Ärlebäck avlade officersexamen vid Krigsskolan 1963 och utnämndes samma år till fänrik vid Södermanlands regemente. Han befordrades 1971 till kapten i Tekniska stabsofficerskåren och var sektionschef vid Försvarets materielverk (FMV) 1973–1982. År 1974 utnämndes han till major i Generalstabskåren och 1979 till överstelöjtnant. Åren 1982–1983 var han bataljonschef vid Södermanlands regemente. Han var överingenjör och chef för Stridsfordonsbyrån vid FMV 1983–1990 samt chef för Fordons- och intendenturavdelningen 1990–1998. År 1984 befordrades han till överste och 1990 till överste av första graden i Generalstabskåren.
Sture Ärlebäck invaldes som ledamot av Kungliga Krigsvetenskapsakademien 1985.
Sture Ärlebäck var son till byggmästaren Birger Ärlebäck och skolkökschefen Gunborg Åhlander. Han gifte sig 1963 med barnsköterskan Elisabeth Klintström (född 1937) och de fick två döttrar. Sture Ärlebäck är gravsatt på Skogskyrkogården i Stockholm.